# 京津城际铁路
39°30′19″N 116°49′33″E / 39.505404°N 116.8258628°E
京津城际铁路，又称京津高铁，是一条连接北京市和天津市的城际客运专线，也是中国《中长期铁路网规划》中环渤海地区城际轨道交通网的重要组成部分。该线是中国第一条高标准、设计时速为350公里的高速铁路，也是《中長期鐵路網規劃》中的第一个开通運營的城際客運系統。中國铁道部原部长刘志军表示，京津城际铁路因其对区域经济的连接作用，成为中国高速客运专线的示范工程，和京沪高速铁路的獨立綜合試驗段。2013年1月，京津城际铁路工程获得中國国家科技进步一等奖。

## 概述

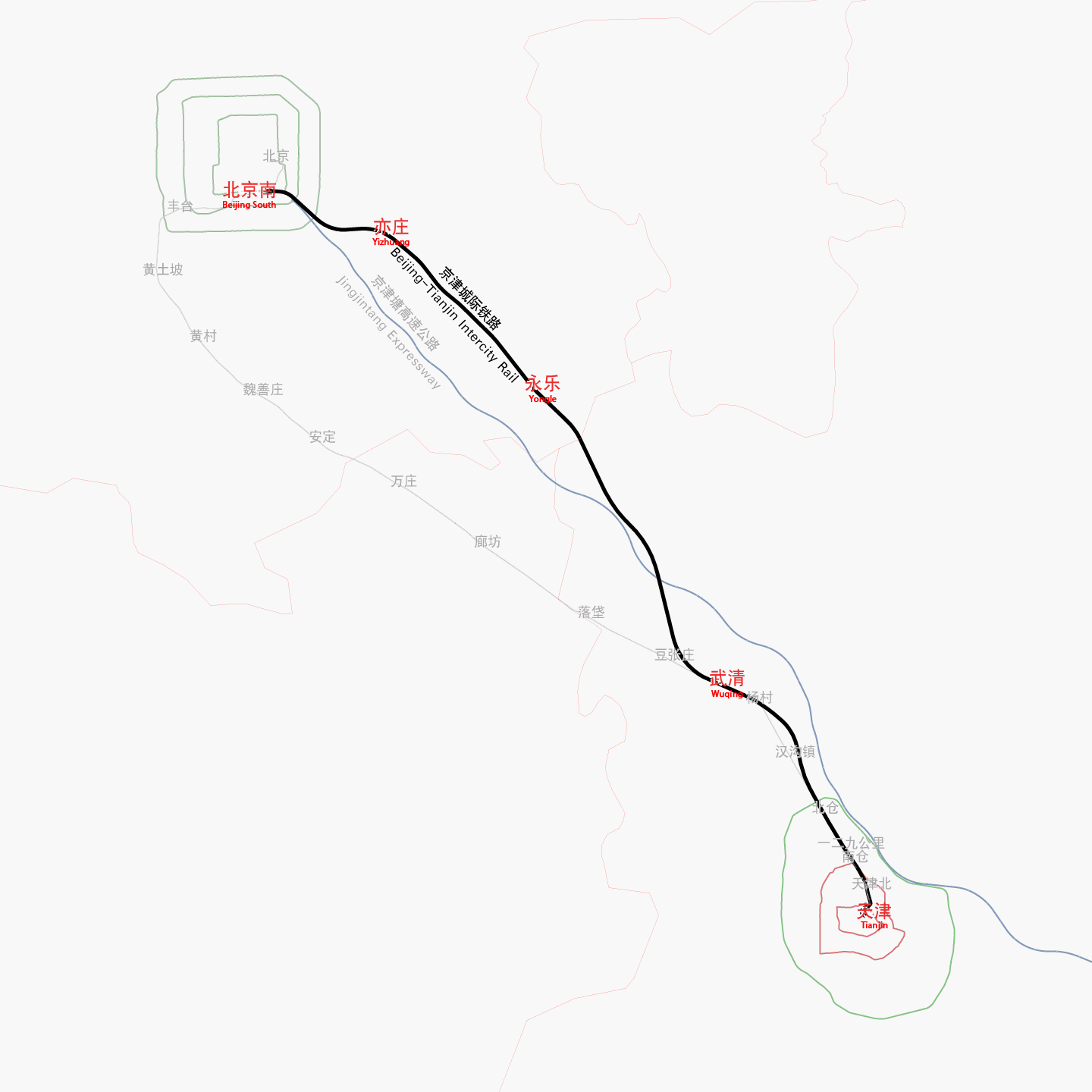
京津城际铁路示意图

京津城际铁路由北京南站始发，终点站为天津站，目前有部分车次的终点站为天津西站或滨海站。正线全长113.544公里，北京南站至天津站的实际里程全長116.939公里，运价里程120公里，总投资133.24亿元人民币，其中约85%、总长100.171公里的路段为高架线路，设北京南、亦庄、武清、天津等四座车站，并预留永乐站建设用地。京津城际铁路自北京南站东端引出，沿京滬铁路往东，下穿玉蜓桥沿南护城河至左安门后折向东南，再沿北京经济技术开发区东侧的京津第二高速通道出京，直抵天津站。工程于2005年7月4日开工建设，在2008年8月1日，即北京奥运开幕前一星期，作为奥运会交通配套工程投入运营。試驗最高时速394.3公里，正式最高运营时速为350公里，商业运行速度350公里/小时，全程直达运行时间约为30分钟，平均运行速度为240公里/小时。
京津城际铁路的管辖和权益由“京津城际铁路有限责任公司”拥有，此公司由铁道部、北京市及天津市政府，在2005年7月共同组建。至2005年12月，中国海洋石油正式宣布参与该铁路投资，由旗下中国海洋石油基地集团有限责任公司出资17亿，获得了京津城际铁路有限责任公司的19.5%股权。由2008年11月10日起，《京津城际铁路委托北京铁路局运输管理协议》签署生效后，交由北京铁路局负责京津城际铁路的旅客运输等相关业务。

## 历史

### 前期准备
2002年2月，天津南开大学教授刘秉镰在“京津经济一体化战略研究与建议”的课题讨论上，首次提出在在北京和天津之间建设高速铁路。他认为在京津经济一体化过程中，交通一体化是一个重要表现，高速铁路可将两市的路程时间缩短到半小时。2003年6月起，铁道部和京津两市政府开始进行初商。2004年1月，国务院常务会议通过《中长期铁路网规划》，京津城际铁路被列入其中。2004年10月24日，铁道部与北京市、天津市政府联合确定了线路规划。2004年12月3日，《京津城际轨道交通项目可行性研究报告》经国务院总理办公会讨论通过，京津城际铁路正式立项。2005年3月3日，铁道部部长刘志军、北京市市长王岐山、天津市市长戴相龙共同主持召开“京津城际轨道交通系统建设领导小组”会议。会议确定了铁路建设的融资方式。

### 建设历程
2005年7月4日，京津城际铁路正式动工。整个京津城际轨道交通系统建设工程采用“两点一线”建设策略，即分为京津城际铁路、北京南站、天津站交通枢纽改造工程三大部分同步进行。2005年9月7日，京津城际铁路有限责任公司挂牌。该公司由北京铁路局、天津城市基础设施建设投资集团有限公司和北京市基础设施投资有限公司分别作为铁道部、天津市政府和北京市政府的出资者代表共同出资设立。2007年8月，路基和橋梁工程完成。2007年10月31日，完成轨道博格板铺设。2007年11月13日，开始铺设路轨。京津城际铁路全线使用的100米长钢轨全部产自攀枝花钢铁公司，总重量达27000吨，并采用500米长钢轨工地焊接施工工艺。2007年12月16日，全线路轨铺通。2007年12月19日，由中国中铁电气化局负责的电气化接触网作业施工全面展开2008年2月2日，电气化工程完成，电网开始通电。2008年3月，京津城际铁路建设进入系统联调联试阶段，包括动车组型式试验、集成试验、综合试验和试运行四大部分。2008年5月13日，一列由北京南站开往天津站的CRH2C型电力动车组（CRH2-061C）在试验时以时速372公里创造了当时中国国内轮轨列车的最快速度。2008年6月24日，一列CRH3C型电力动车组（CRH3-001C）在京津城际铁路上试验时达到了时速394.3公里，打破了于5月13日由CRH2C动车组创造的记录，并刷新了当时中国轮轨列车的最高速度。2008年7月1日，京津城际铁路开始按正式运营条件不載客试运行，以验证列车追踪运行间隔、车站接发列车间隔等情况，同时安排模拟设备故障和恶劣天气情况下的应急演练。

### 开通运营

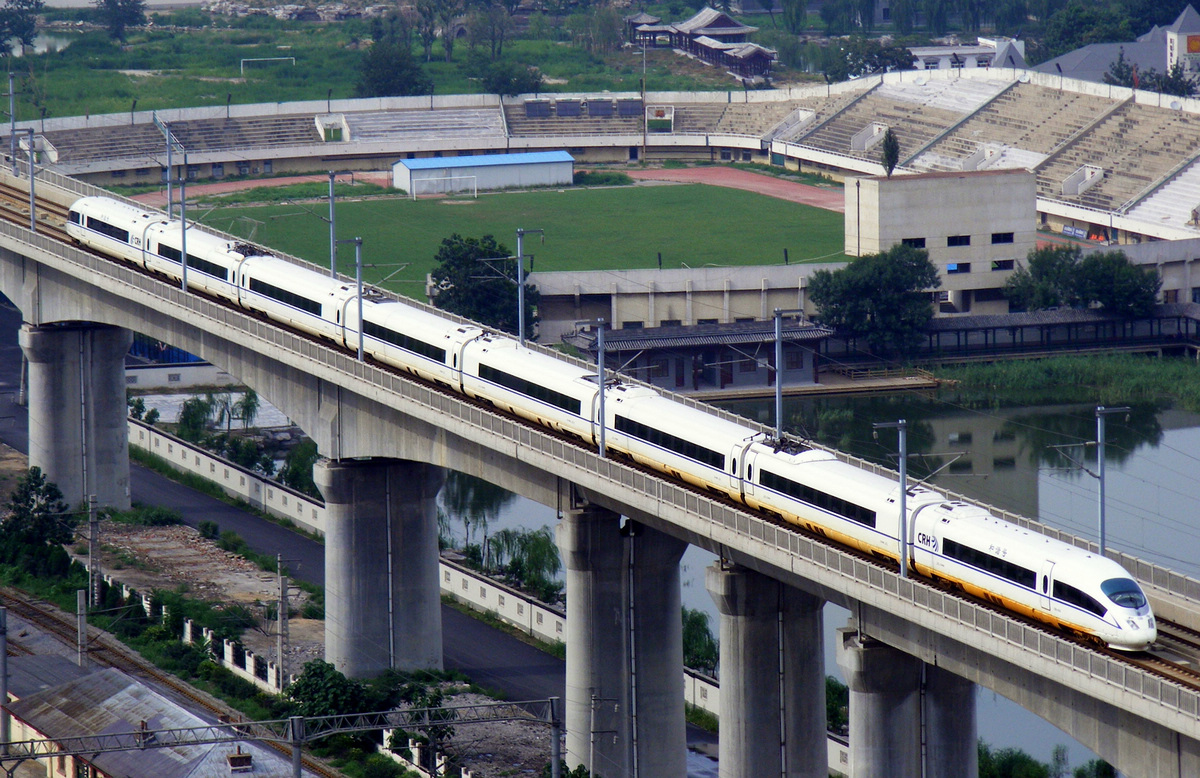
京津城际铁路初期主力车型CRH3C型行驶在天津新开河特大桥（2011年）

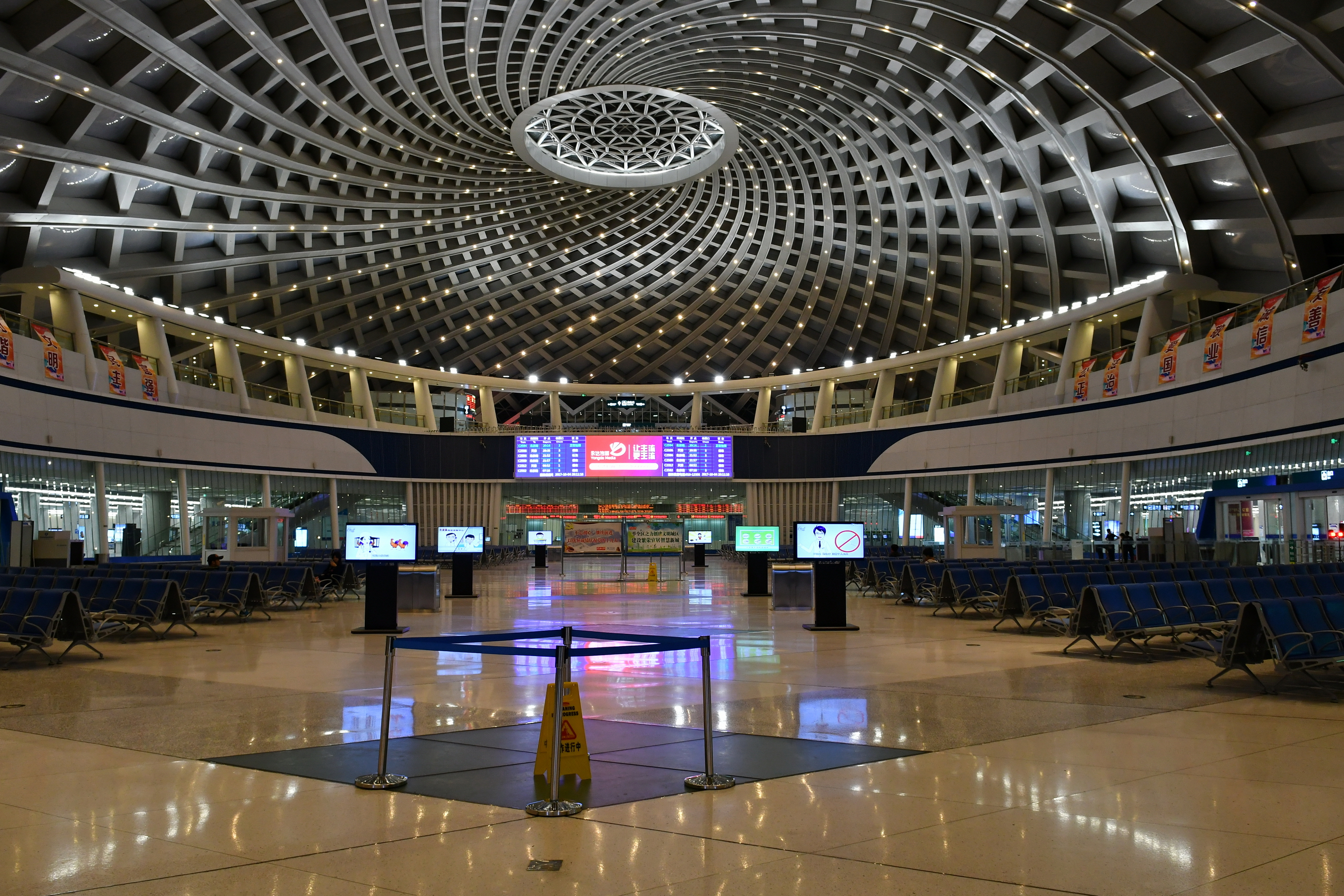
滨海站

京津城际铁路于2008年8月1日正式通车运营，国务院副总理张德江、北京市委书记刘淇、天津市委书记张高丽出席了京津城际铁路通车运营仪式。当日起开通京津城际列车47對，部份车次停靠武清站。2008年9月27日，溫家寶总理考察京津城际铁路，对鐵路建設提出“質量、節能、節地和環保”的要求。2008年12月，铁道部推出对京津城际铁路的冻害、大风、暴雪等预案措施，要求全天24小时对线路风速进行监控，并安装道岔加热融雪器。2009年3月4日，香港特首曾荫权乘坐京津城际高速列车到天津訪問。2009年8月1日，京津城际铁路开通运营一周年。一年内京津城际高速列车共發送旅客1870萬人，列車正點率達98%，列車平均上座率達到了近70%，并且还有200多次来自世界各地，包括美国、俄罗斯、日本等地的国家元首、政要、鐵路考察團隊访问京津城际铁路。
2009年10月1日，京津城际延伸线，即津滨城际铁路动工，北京南站到滨海新区核心区的滨海站预计40余分钟。于家堡延伸段于2015年9月20日开通，京津城际列车在天津中心城区与滨海新区核心区之间运行时不再走行津山铁路，运行时间也大幅缩短。
建成后闲置长达16年的亦庄站已于2024年9月29日投入试运营。

## 车站
京津城际铁路设北京南、亦庄、武清、天津等四座车站，并预留永乐站建设用地，北京南站与北京地铁4号线、14号线经换乘平台无缝连接，城际列车旅客可与地铁实现直接换乘。城际铁路亦庄站将与地铁亦庄线实现换乘。城际铁路在天津站可以与天津地铁2号线、3号线和9号线实现换乘。
| 京津城际铁路 |               |          |                          |                                              |                                           |          |          |
| 所在地区     | 所在地区      | 车站     | 北京南站起计里程（公里） | 连接铁路                                     | 城市轨道交通转乘路线                      | 规模     | 备注     |
| 北京市       | 丰台区 东城区 | 北京南站 | 0                        | 京沪高速铁路 京沪铁路                        | 北京地铁4号线 北京地铁14号线              | 13台24线 |          |
| 北京市       | 通州区        | 亦庄站   | 22                       |                                              | 北京地铁亦庄线                            | 2台4线   | 桥式车站 |
| 天津市       | 武清区        | 武清站   | 84                       | 武津联络线往天津西站                         |                                           | 2台4线   |          |
| 天津市       | 河北区        | 天津站   | 120                      | 津山铁路 津秦高速铁路 京津城际延伸线往滨海站 | 天津地铁2号线 天津地铁3号线 天津地铁9号线 | 10台18线 |          |

## 应用技术

### 高速线路
该线其中113.5公里路段为无碴轨道，采用了从德国博格公司引进的板式无碴轨道技术。全线共使用了36,092块（一说34,535块）博格式轨道板。
另外，为节省土地使用，京津城际铁路大规模“以桥代路”，全线有87%是橋梁，累计长度101公里，其中有特大桥5座。每公里橋梁與傳統路基相比可以節省45畝土地。另外又采用了软土、松软土地区路基设计、桥梁变形和基础沉降控制技术。铁路轨道运用先进的长钢轨焊接工艺，经綜合檢驗表明線路質量穩定。无碴轨道预计使用寿命达60年，而桥梁主体结构使用寿命更可达100年，减少了综合维护成本。

### 牵引供电
当高速列车以时速350公里，即近每秒100米的高速运行狀態下，对接触网及受电弓之间的受流稳定性，以及电气化铁路供电设备都有很高的要求。京津城際铁路採用SCADA系統作遠程監控，并在中國首次採用了鎂銅合金、小斷面（120毫米）、高張力的轻量化简单链型带加强线悬挂接觸網系統。京津城际铁路采用的简单链型悬挂仅能满足列车升单弓下的350km/h高速运行，在列车重联时，列车只能降速运行。目前仅京津城际铁路、广深港高速铁路少数线路采用了该类型接触网，而京沪、武广、郑西、杭长等中国其它绝大部分高速铁路接触网采用了弹性链型悬挂系统。
京津城际铁路设3个牵引变电所、4个分区所和2个开闭所。

### 通信信号与调度
京津城际铁路全線採用GSM-R鐵路數字移動通信系統，實現了移動話音通信和無線數據傳輸；又使用了ETCS-1级、CTCS-2级信号系统，以及CTCS-3D（中國高速鐵路列車控制地面數字傳輸系統）级信号系统，设计最小发车间隔为3分鐘。在运营调度方面，京津城际铁路應用分散自律型调度集中系统（CTC），對全線運行列車實現集中調度控制。

### 安全保障
为避免自然災害影響鐵路行車安全，京津城際鐵路全線建立了包括防風預警監測、地震監測系統和異物侵限監測等的防災安全監控系統。另外，铁路全线也设有綜合接地系統，無砟軌道、接觸網柱、站臺、聲屏障、擋牆均接有接地。

## 京津城際列車
2008年8月1日起，命名為“和諧號”的京津城際動車組正式在京津城际铁路投入運營，并启用了代表城际列车的C字头车次。列车最高运营速度為350km/h，来往京津两地单程仅需30分钟，以高速度、公交化、大容量運輸模式运营。2008年9月24日起，京津城際高速動車組的服務經由津山鐵路延伸至天津的塘沽站，这一以区间内的最高运行速度为160公里/小时，初期有4对列车停靠该站。2015年，部分列车延伸到滨海站。
根据铁道部的安排，亦庄站初期暂不开办客运业务，不安排停站；武清站在京津城际铁路开通初期安排每天停靠列车6对；北京南站至塘沽站的列车沿途仅停靠天津站；跨线动车组在京津城际铁路上均不安排停站。京津城际铁路的多数车次为北京南站至天津站的一站直达列车；部分次为北京南站至天津站并停靠武清站的列车；另有部分车次为北京南至塘沽间列车。京津全程单程票价为69元（一等座）或58元（二等座）。2011年8月16日起，最高时速改为300公里每小时后，一等座和二等座票价分别降低3元，特等座票价94元。2018年5月27日起，京津城际列车一等座、特等座票价涨价，其中一等座票价由65.5元上涨到88元，特等座票价由93.5元上涨到99元。同年7月5日，中国铁路总公司总经理陆东福表示，自8月8日起，复兴号动车组将在京津城际铁路以每小时350公里的速度运行。
京津城际列车可凭普通纸质车票，磁卡车票，或二代居民身份证（需在12306网站进行网络购票方可使用）乘车。目前京津城际列车全部实行实名制，网络购票可使用身份证、护照、回乡证或台胞证，使用二代身份证以外的其它有效身份证件购票、使用同行成年人有效身份证件信息购买儿童票的、购买学生票、伤残军人（警察）优待票的、二代居民身份证无法在自动检票机上识读的、需车票报销凭证的、乘车人按所购车票的乘车日期、车次在中途站进站乘车的需在开车前换取纸质车票。
京津城际铁路客流呈现公交化模式，虽然价格较普通列车高两至三倍，但在周末仍然一票难求，但是却有部分媒体取深夜一次班车作为样本考察，诟病京津城际铁路的实际乘坐率不高。铁道部表示，截至2009年8月1日，京津城际铁路开通运营一年内京津城际高速列车共发送旅客1870万人，列车正点率达98%，列车平均上座率接近70%。
根据京津城际铁路不同时期的客流特点，京津城际实行多张运行图运行的模式，共安排高峰日、周一、周二至周四、周五、周六、周日等六张运行图。
2024年9月29日，亦庄站启用后，京津城际铁路的号段分配如下：
- C20XX：北京南站-天津站（8节编组列车）
- C21XX：北京南站-天津西站（16编组列车）
- C22XX：北京南站-天津站（16编组列车）
- C2311-2314：天津站-滨海站（8节编组列车）
- C2301/2302、C25XX、C2600：北京南站-滨海站（8节编组列车）
- C26XX：北京南站-天津西站（8节编组列车，不含C2600）
- G89XX：北京南站-天津站（由于前后序列车非京津城际列车交路，该列车在天津站停靠津秦高速场站台）

目前京津城际列车多数由天津客运段津京城际车队担当乘务。由于列车交路需要，C2139/2102次、C2203/2208次、G8951/8952次列车由天津客运段津秦高铁车队担当乘务，C2161/2162次列车由天津客运段津福高铁车队担当乘务，C2121/2128次、C2127/2134次列车由石家庄客运段天佑车队担当乘务。

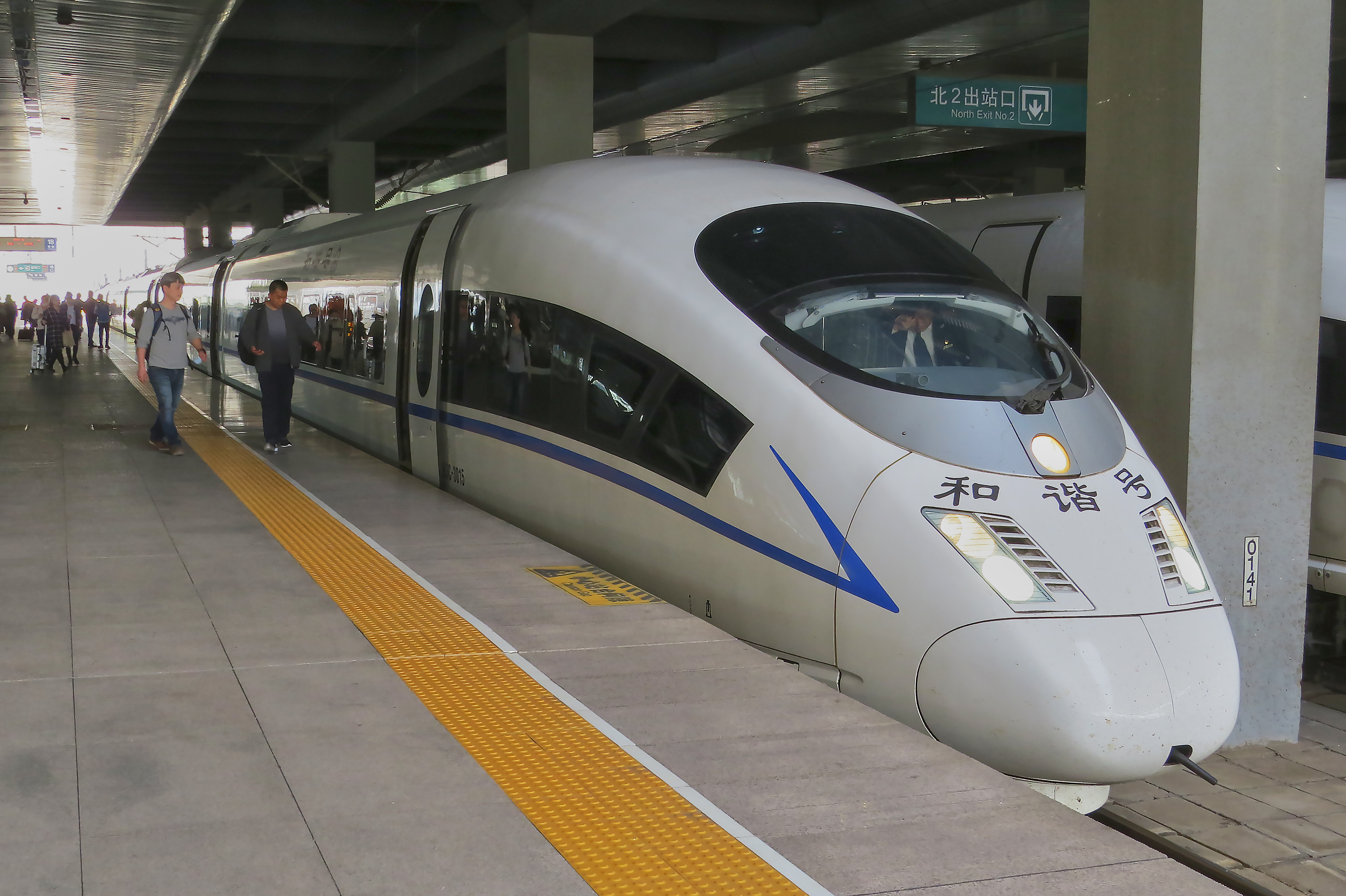
经停武清的C2222次停靠在天津站18站台，由CRH3C担当
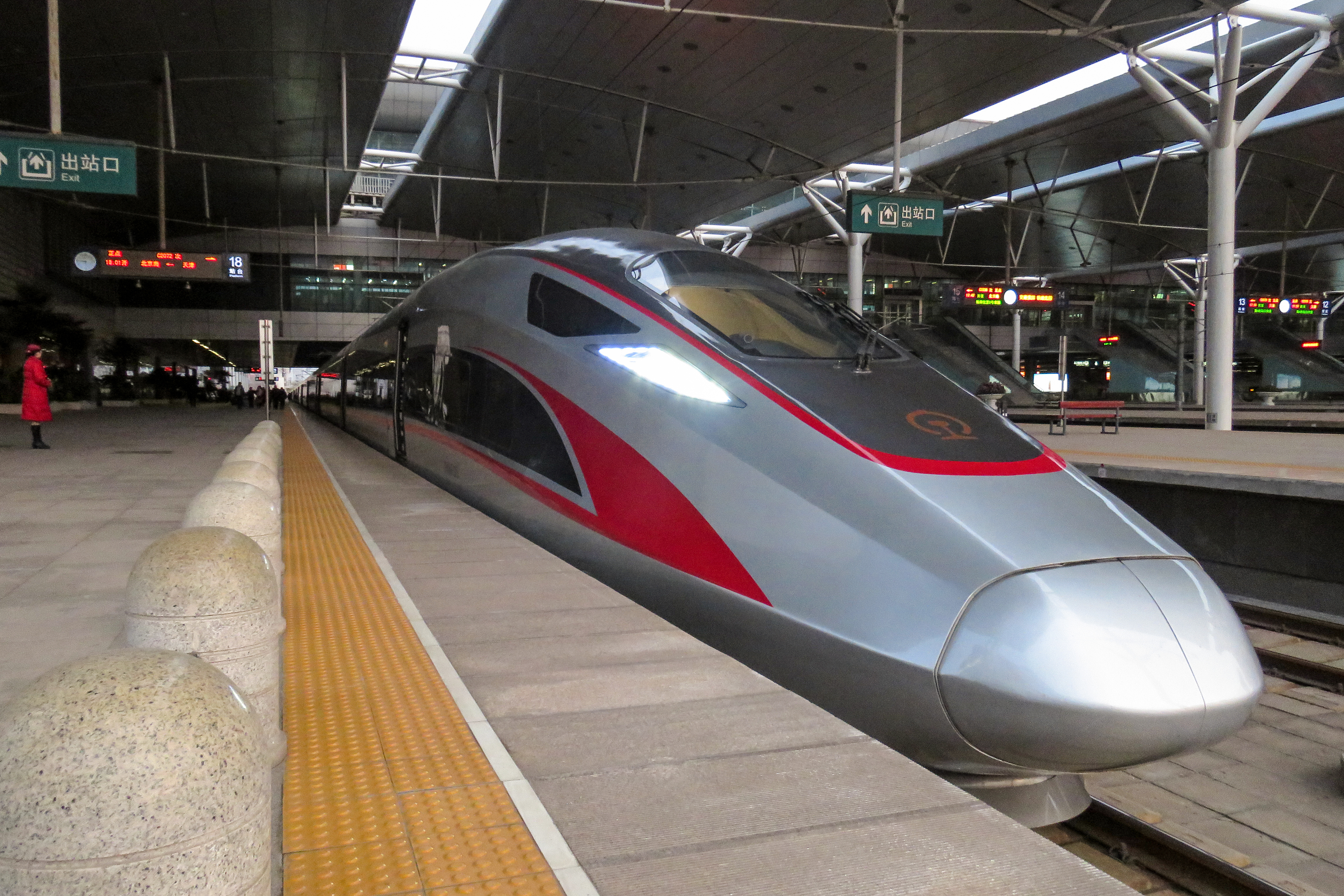
C2072次列车停靠天津站，由复兴号CR400AF担当
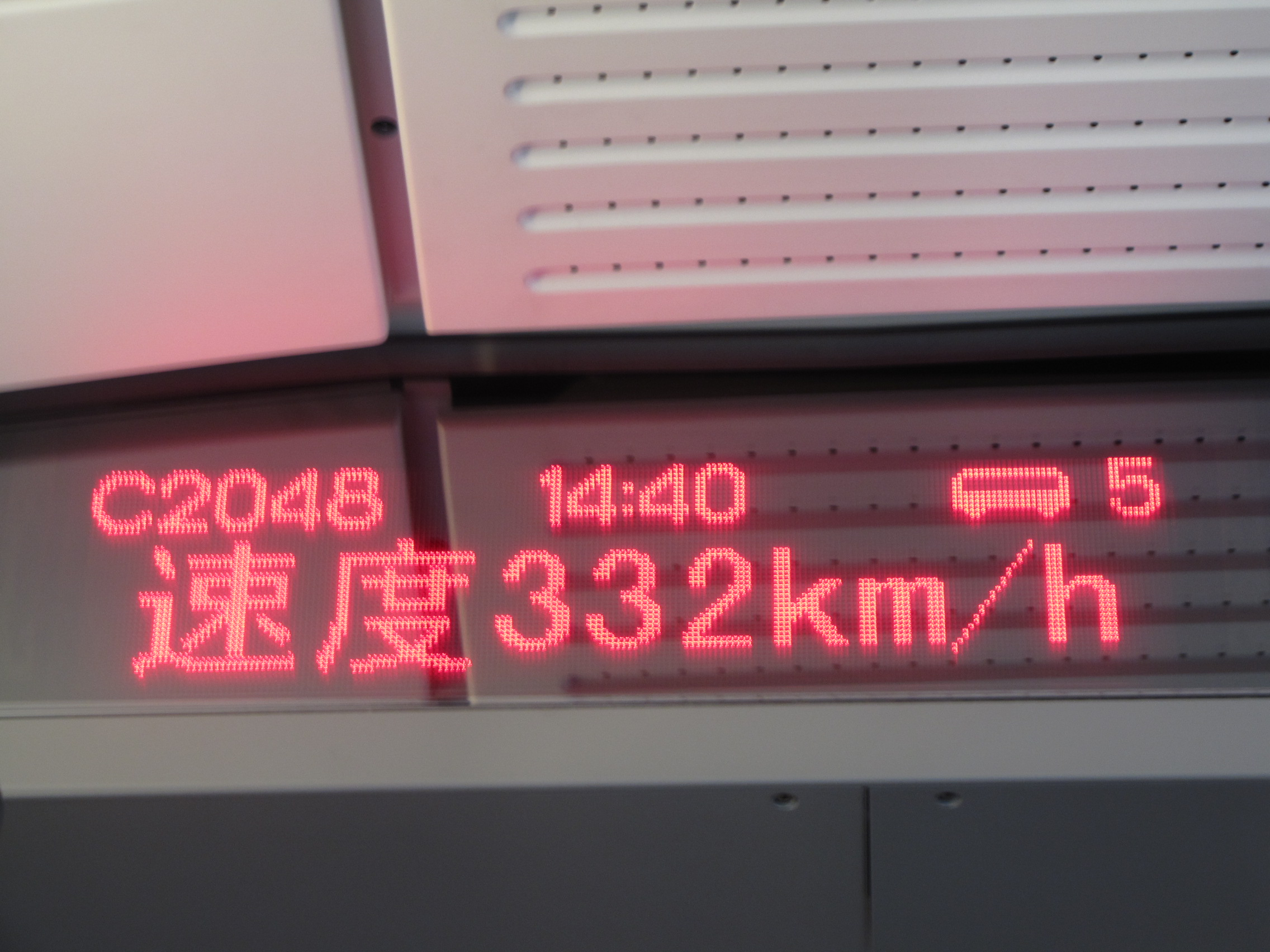
京津城际列车内的当前速度显示
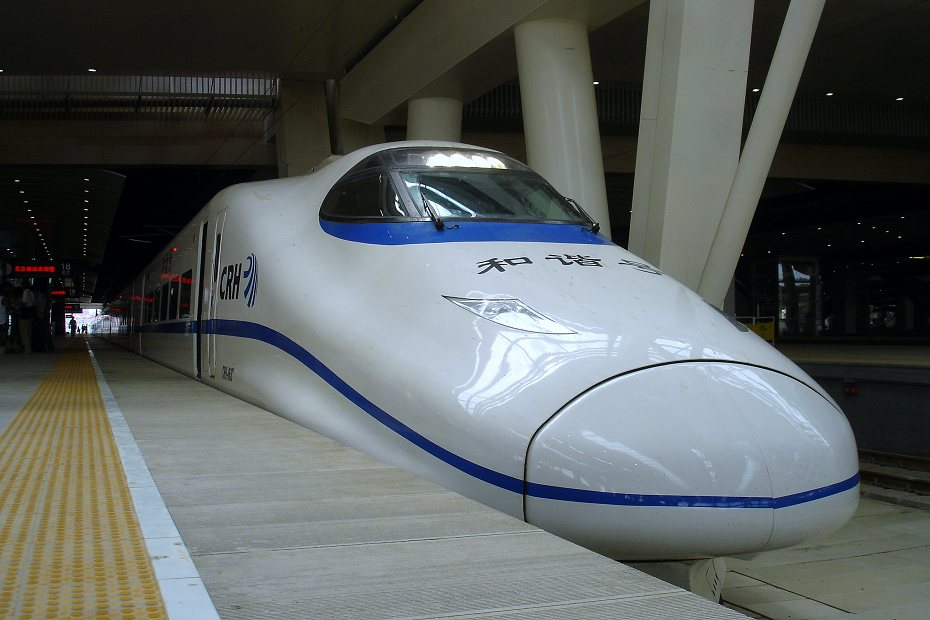
京津城际铁路曾经使用过的CRH2C型动车组
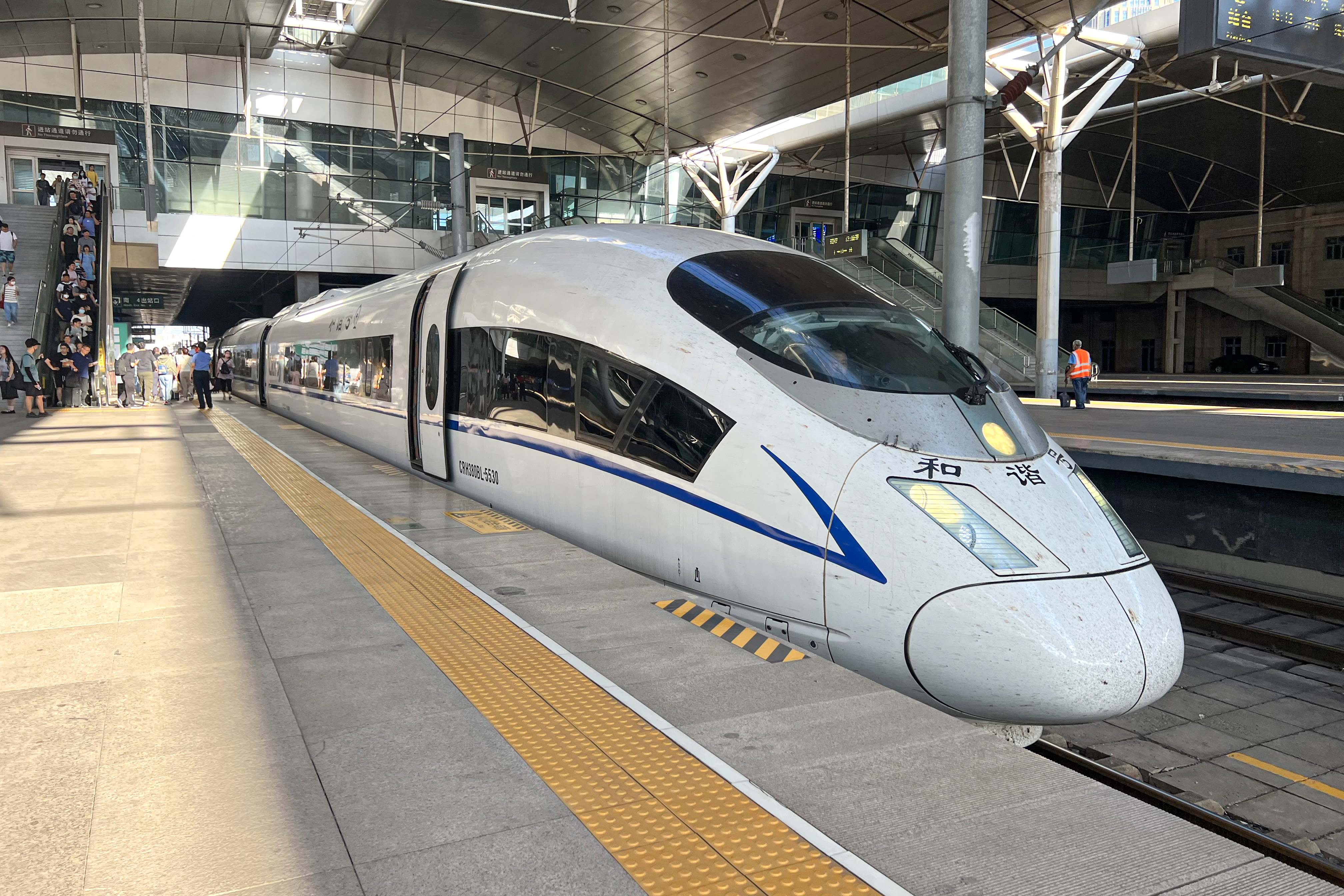
在天津站等待发车的G8938次加班车，由CRH380BL担当

### 购票

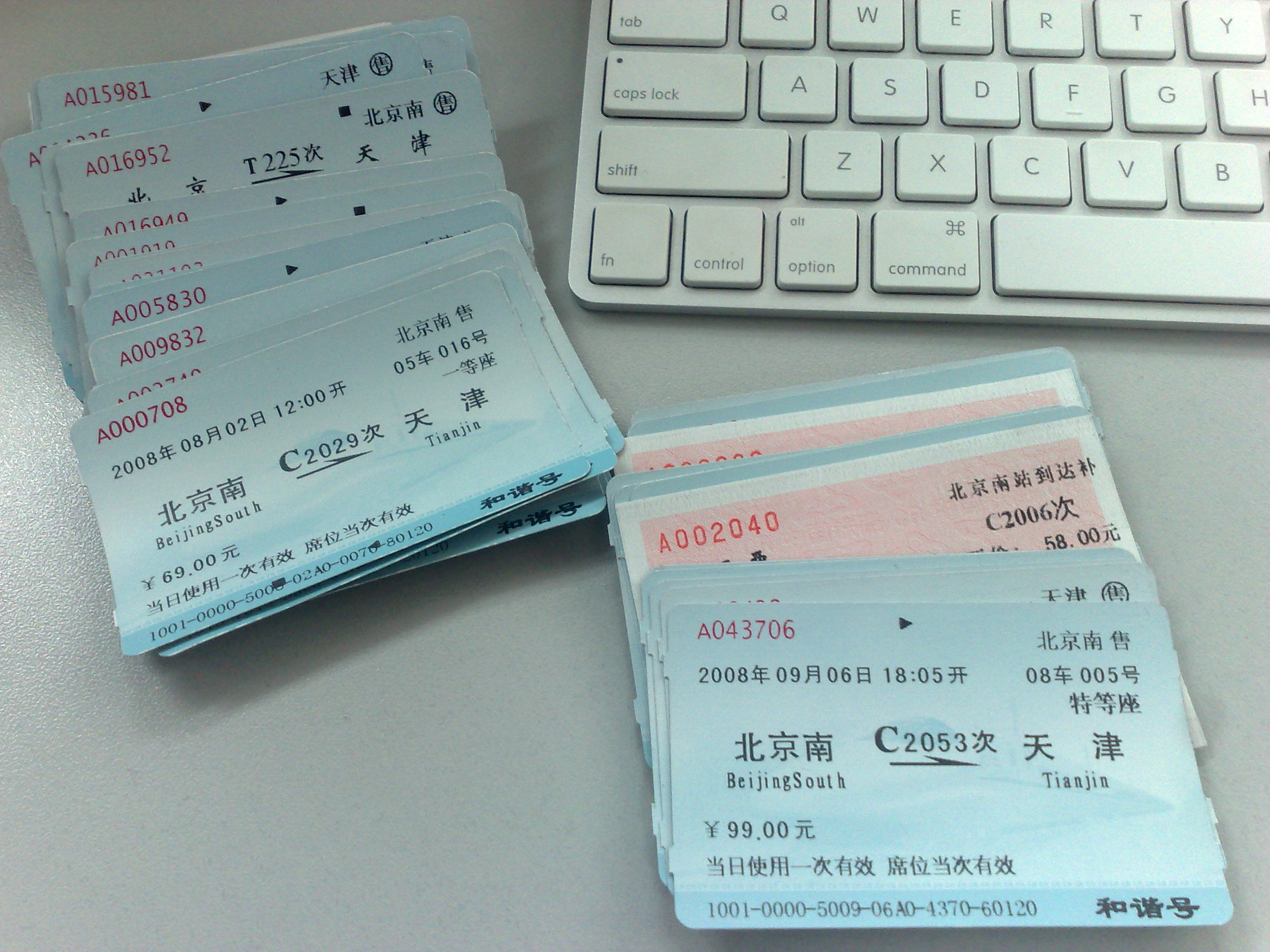
京津城际动车组车票

在京津城际铁路沿线各站点（包括北京南站、天津站、武清站）均设置有人工售票窗口和由廣電運通公司研制的自动售票机。自动售票机可以接收100元、50元、20元、10元、5元人民币的纸币，并支持银行卡付款。截至2009年6月，通過自動售票機發售的車票已佔到全部京津城際列車車票的24%。
2009年3月7日，京津城際鐵路推出「京津城際鐵路快通卡」，使用非接觸式IC卡系統，可反覆充值使用。「京津城際鐵路快通卡」分普通卡和金卡兩種，普通卡售價為人民幣1000元，可乘坐京津城際動車組的二等車廂，卡內最高儲值金額不能超過人民幣1000元。而金卡售價為人民幣3000元，可乘坐京津城際動車組的一等車廂，卡內最高儲值金額不能超過人民幣5000元。截至2009年7月22日，已發售快通卡13700張，刷卡人數累計8.2萬，單趟列車刷卡乘車人數最高為93人。2011年6月1日，为配合全国动车组车票实名制，京津城际快通卡系统进行升级改造，所有持该卡的旅客需携带有效身份证件原件，否则将无法进站乘车。自2012年7月22日起，原「京津城際鐵路快通卡」停止使用，以新推出的“中铁银通卡”取代「京津城際鐵路快通卡」，旅客可在2012年10月31日前办理退卡及置换业务。
2011年6月12日起，铁路网上购票率先在京津城际铁路上试水，旅客网上购票后可使用中国工商银行、中国农业银行、中国银行、招商银行的银行卡（含借记卡和信用卡）或通过中国银联在线支付系统支付票款，并可进行后续改签、退票操作。购票后，如使用第二代身份证的，可将身份证作为乘车凭证直接在进出站闸机上检票，使用其他证件或需要报销凭证的，可凭身份证至车站售票窗口或代售点换取纸质车票。此系统推出仅仅两天，已累计售出8千张车票。
2017年2月6日，天津市市长王东峰在中央媒体“京津冀协同发展调研行”采访团座谈会上表示，京津城铁有望实施月票制。2017年5月1日起，为方便北京、天津间通勤人士出行，中铁银通支付有限公司自即日起发行“中铁银通京津城际同城优惠卡”，供经常乘坐京津城际铁路的人士使用，购买一定次数可享受一定的优惠。截至2018年4月30日，“京津城际同城优惠卡”共计销售20160张，其中金卡2911张、银卡17249张，刷卡乘车旅客累计达96.26万人次。

### 列车
现行使用列车

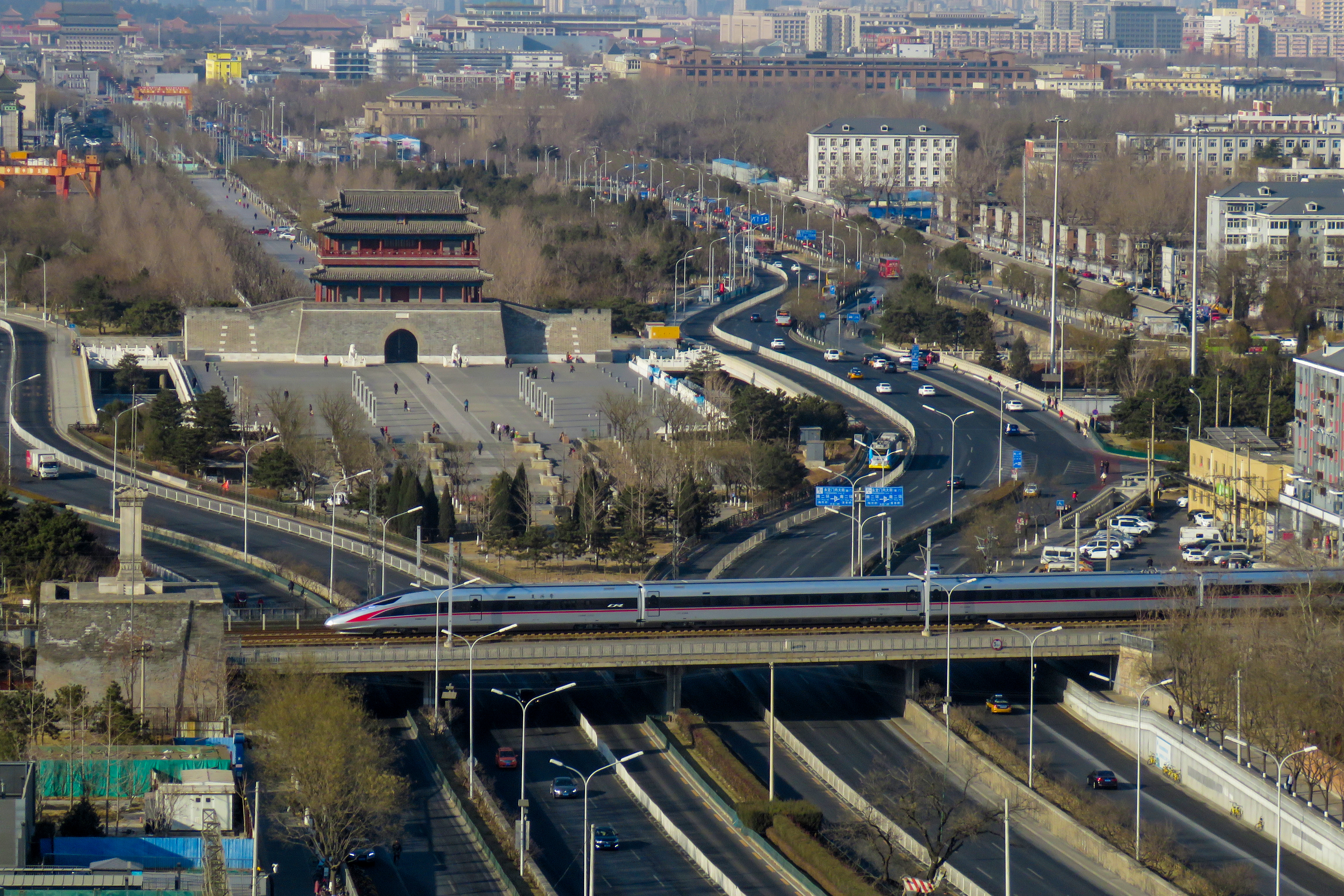
复兴号CR400AF-2032担当的C2060次列车通过永定门附近（2018年3月）

京津城际各次列车均使用配属于北京局集团曹庄动车运用所的列车。
C20XX、C2301/2302/2311-2314、C25XX、C26XX、G8950/8953次列车使用车型为CR400BF或CR400BF-S。
C21XX、C22XX次列车使用车型为CR400BF，重联运行。因接触网问题，该编号开头的车次被迫降速至时速310公里运行。
因列车需套跑非京津城际交路，C2121/2128次、C2127/2134次列车使用车型为CR400BF-S，单列运行；G8951/8952次列车使用车型为CRH380BL。G8951/8952次列车因接触网问题，被迫降速至时速310公里运行。
使用列车历史
京津城际铁路开通运营初期同时使用CRH2C型及CRH3C型两种和谐号动车组运营，每列列车采用8节编组，定员约600人。至2009年4月6日，全部京津城際列车车次均改用CRH3型动车组担当。2013年底，4列CRH380BL型动车组投入到京津城际铁路运营。2017年8月21日起，京津城際列车部分车次改由复兴号CR400AF型电力动车组担当，每天共开行19.5对。2018年4月调图后，由复兴号担当的京津城際列车大幅增加，占比近80%，成为全国开行复兴号列车最密集的高铁线路。同年8月1日起，京津城际列车统一由复兴号CR400BF型电力动车组担当，共有17组。其动车组列車檢修和整備在天津动车客车段進行。
2024年9月24日，CR400BF-S型技术提升动车组开始在京津城际铁路运营。

## 客流量
从2008年8月1日至2023年7月31日，京津城际铁路累计运送旅客3.4亿人次。

## 远期规划
未来的第二京沪高铁的北京-滨海新区段拟利用京津城际铁路，但由于第二京沪高铁为远期规划，且现时京津城际铁路双方向均处于危险饱和状态，并已有京滨城际铁路（北京站-北辰站已开通，北辰-于家堡也处于建设状态）规划且作为第二京沪高铁京滨段的备选方案，未来具体选用的路线仍然待定。

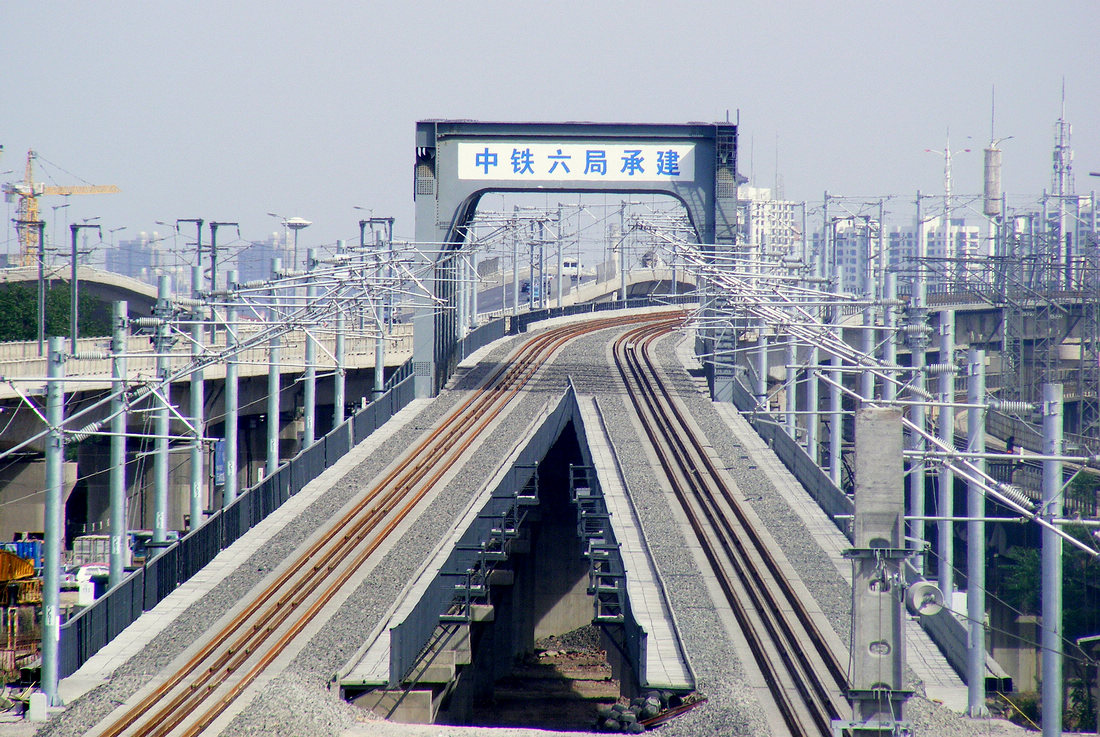
京津城际铁路通过南仓特大桥接入天津西站
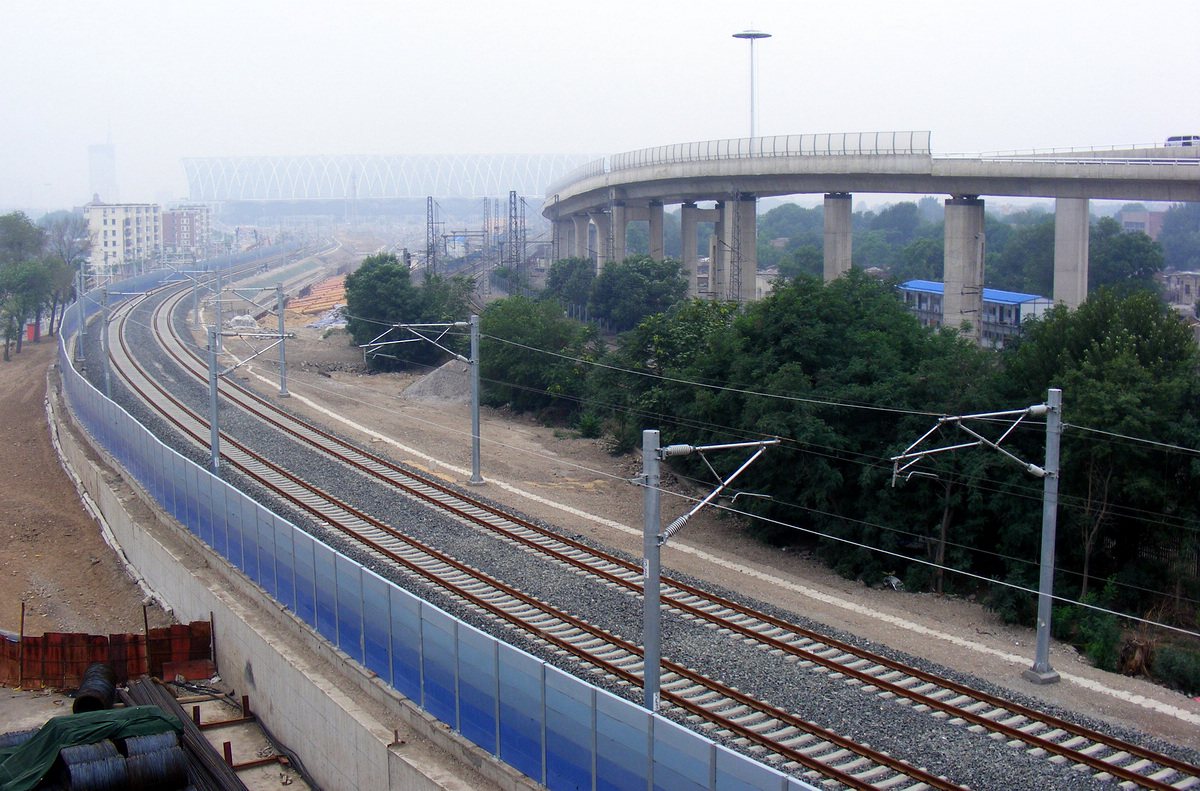
京津城际铁路接入天津西站的联络线
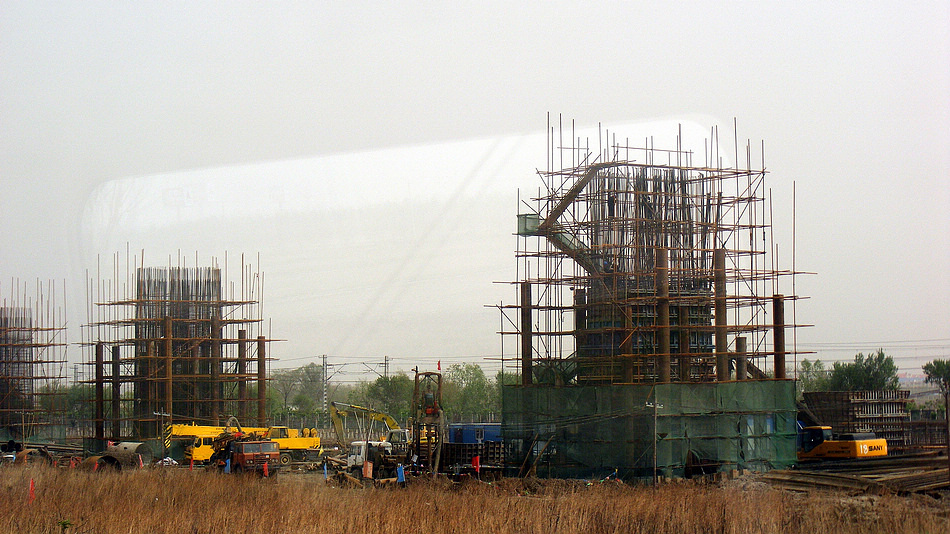
位于天津市滨海新区界内的津滨城际铁路施工现场
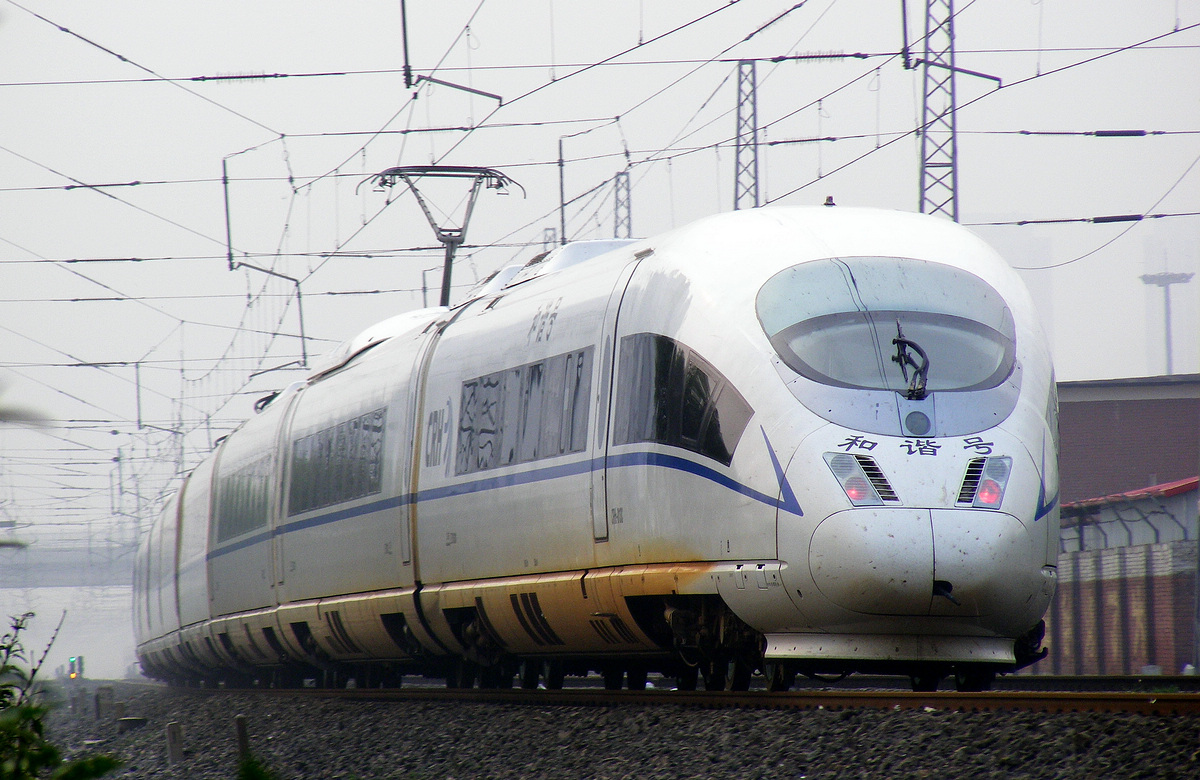
过去曾运行在津山铁路上的京津城际列车，使用CRH3C型电力动车组